# 国際獣疫事務局
国際獣疫事務局（こくさいじゅうえきじむきょく、仏: OIE,L'Office international des épizooties, 英: International Epizootic Office）は、1924年に設立された獣疫に関する国際組織である。日本は、1930年1月28日に加盟している。
別名世界動物保健機関（仏: Organisation mondiale de la santé animale, 西: Organización Mundial de Sanidad Animal, 英: World Organization for Animal Health）としても知られている。
これまでOIEが略称であったが、2022年に略称がOIEからWOAHに変更された。なおWOAHは、この別名と類似した名称の組織である世界保健機関（英: WHO,仏: OMS）と密接な協力関係にはあるが、その下部組織であるなどといった直接の組織的関係はなく、従って国際連合機関ではないため、若干の注意を要する。
2019年2月現在の加盟国は182カ国・地域。本部事務局はフランスのパリにある。最低年1回（毎年5月）、パリで全加盟国の政府代表が参集する総会が開催される。
WOAHは、以下を目的とする。
- 世界で発生している動物疾病に関する情報の提供。
- 獣医学的科学情報の収集、および分析と普及。
- 動物疾病の制圧及び根絶に向けての技術的支援と助言。
- 動物及び動物由来製品の国際貿易に関する衛生基準の策定。
- 各国獣医組織の法制度と人的資源の向上。
- 動物由来の食品の安全性確保と科学に基づいたアニマルウェルフェアの向上。

取扱う動物は、哺乳類、鳥類、蜂、魚類、甲殻類、軟体動物などであったが、2008年に両生類、2016年に爬虫類が対象に加わった。
本組織は1920年にベルギーで発生した動物間流行性の疾病である牛疫の世界的流行を発端として設立された。この疾病はインドで最初に発生し、その拡散等の問題に関する国際的な会議が1921年5月にパリで開かれることになった。同会議を経て獣疫に関する国際機関の設立が決定され、設立合意書は1924年1月25日に署名がなされている。
国際的な家畜の安全基準を定めており、それらに基づき、例えば、BSE発生のリスクを減らすアメリカの措置を評価し、2007年5月22日にBSEに関する「準安全国」に認定する、等といった活動を行っている。

## 拠点
- 本部  フランス パリ17区プロニー通り12（北緯48度52分52秒 東経2度18分27秒 / 北緯48.88111度 東経2.30750度）[3]ホームページ
- アフリカ地域事務所  マリ Bamako, Parc de Sotuba（北緯12度39分40.79秒 東経7度55分34.37秒 / 北緯12.6613306度 東経7.9262139度）[3][4]
- アメリカ地域事務所  アルゼンチン Buenos Aires C1063ACD Paseo Colón 315, 5º “D”（南緯34度36分41秒 西経58度22分10秒 / 南緯34.61139度 西経58.36944度）[3]
- アジア太平洋地域事務所  日本 〒113-8657 東京都文京区弥生1-1-1 東京大学大学院農学生命科学研究科　フードサイエンス棟5階（北緯35度43分1.5秒 東経139度45分40.4秒 / 北緯35.717083度 東経139.761222度）[3]
- 東ヨーロッパ地域事務所  ブルガリア Sofia 1040 Ministry of Agriculture and Food 55, Hristo Botev Blvd. Office Rooms 309/310/311（北緯42度41分44.8秒 東経23度18分53.7秒 / 北緯42.695778度 東経23.314917度）[3]
- 中東地域事務所  レバノン Al Kaake Bldg. Jnah Beirut（北緯33度53分19秒 東経35度29分43秒 / 北緯33.88861度 東経35.49528度）[3]